# Verwaltungsgemeinschaft Walldorf
Die Verwaltungsgemeinschaft Walldorf lag im thüringischen Landkreis Schmalkalden-Meiningen. In ihr hatten sich die drei Gemeinden Metzels, Wallbach und Walldorf zur Erledigung ihrer Verwaltungsgeschäfte zusammengeschlossen. Sitz der Verwaltungsgemeinschaft war in Walldorf.

## Geschichte
Die Verwaltungsgemeinschaft wurde am 7. Dezember 1991 gegründet. Am 29. Juni 1995 wurde sie aufgelöst und zeitgleich gründeten die Mitgliedsgemeinden gemeinsam mit den Mitgliedsgemeinden der Verwaltungsgemeinschaften Amt Sand und Wasungen die Verwaltungsgemeinschaft Wasungen-Amt Sand mit Sitz in Wasungen.